# デンマーク国家保健委員会
デンマーク国家保健委員会（Danish Health and Medicines Authority、デンマーク語: Sundhedsstyrelsen）とは、デンマーク保健省配下の委員会。

## 概要
1909年に設立されコペンハーゲン市Islands Brygge地区に本部を置く。
委員会の責務には、患者の安全、健康づくり・疾病予防・副作用報告などが含まれる。
デンマーク保健省と医薬品庁は、医療関係者の免許・認可権限を持っている。
また医師および医療関係者の免許剥奪権限も持っており、地域および市町村の定める規約に違反した場合は処分を行う。